# Fussballclub Sankt Gallen 1879 2008-2009
Questa voce raccoglie le informazioni riguardanti il Fussballclub Sankt Gallen 1879 nelle competizioni ufficiali della stagione 2008-2009.

## Stagione
Nella stagione 2008-2009 il San Gallo, allenato da Ulrich Forte, concluse il campionato di Challenge League al 1º posto. In Coppa Svizzera il San Gallo fu eliminato ai quarti di finale dal Sion.

## Rosa
| N. |                       | Ruolo | Calciatore         |
| -- | --------------------- | ----- | ------------------ |
| 1  | Svizzera (bandiera)   | P     | Daniel Lopar       |
| 3  | Brasile (bandiera)    | D     | Cesar Fernando     |
| 4  | Svizzera (bandiera)   | D     | Bernt Haas         |
| 5  | Svizzera (bandiera)   | D     | Lukas Schenkel     |
| 6  | Argentina (bandiera)  | D     | Juan Pablo Garat   |
| 7  | Germania (bandiera)   | C     | Thomas Weller      |
| 8  | Portogallo (bandiera) | C     | Zé Vítor           |
| 9  | Gambia (bandiera)     | D     | Pa Modou Jagne     |
| 11 | Ghana (bandiera)      | A     | Alex Tachie-Mensah |
| 13 | Svizzera (bandiera)   | D     | Michael Lang       |
| 14 | Svizzera (bandiera)   | C     | Sebastian Kollar   |
| 15 | Svizzera (bandiera)   | C     | Philipp Muntwiler  |
| 16 | Svizzera (bandiera)   | C     | Thomas Knöpfel     |
| 17 | Svizzera (bandiera)   | D     | Marc Zellweger     |

| N. |                          | Ruolo | Calciatore      |
| -- | ------------------------ | ----- | --------------- |
| 18 | Svizzera (bandiera)      | P     | Reto Bolli      |
| 19 | Rep. Ceca (bandiera)     | D     | Jiří Koubský    |
| 20 | Svizzera (bandiera)      | A     | Moreno Costanzo |
| 21 | Italia (bandiera)        | C     | Diego Ciccone   |
| 22 | Svizzera (bandiera)      | A     | Moreno Merenda  |
| 24 | Svizzera (bandiera)      | D     | Marco Hämmerli  |
| 25 | Svizzera (bandiera)      | C     | Adrian Winter   |
| 26 | Cile (bandiera)          | A     | Mario Cáceres   |
| 27 | Senegal (bandiera)       | A     | Moustapha Dabo  |
| 28 | Kosovo (bandiera)        | D     | Norbert Frrokaj |
| 29 | Svizzera (bandiera)      | C     | Yago Bellon     |
| 32 | Svizzera (bandiera)      | A     | Nico Abegglen   |
| 34 | Liechtenstein (bandiera) | D     | Yves Oehri      |
| 35 | Croazia (bandiera)       | D     | Ivan Martić     |

## Organigramma societario
Area tecnica
- Allenatore: Ulrich Forte
- Allenatore in seconda: Roman Wild
- Preparatore dei portieri: Erich Hürzeler
- Preparatori atletici:

## Calciomercato

### Sessione estiva
| Acquisti | Acquisti         | Acquisti        | Acquisti |
| R.       | Nome             | da              | Modalità |
| -------- | ---------------- | --------------- | -------- |
| A        | Nico Abegglen    | San Gallo II    |          |
| C        | Michel Avanzini  | San Gallo II    |          |
| C        | Yago Bellon      | Aston Villa (R) |          |
| P        | Reto Bolli       | Sciaffusa       |          |
| A        | Mario Cáceres    | Unión Española  |          |
| A        | Moustapha Dabo   | Sion II         |          |
| D        | Marco Hämmerli   | Thun            |          |
| C        | Sebastian Kollar | Wil             |          |
| A        | Moreno Merenda   | Neuchâtel Xamax |          |
| D        | Yves Oehri       | Winterthur II   |          |
| D        | Lukas Schenkel   | Wil             |          |
| C        | Adrian Winter    | Wil             |          |

| Cessioni | Cessioni          | Cessioni         | Cessioni |
| R.       | Nome              | a                | Modalità |
| -------- | ----------------- | ---------------- | -------- |
| A        | Murat Ural        | Vaduz            |          |
| C        | David Marazzi     | Aarau            |          |
| A        | Kwabena Agouda    | Ironi K. Shmona  |          |
| A        | Francisco Aguirre | Omonia           |          |
| D        | Vidak Bratić      | Wil              |          |
| C        | Davide Callà      | Grasshoppers     |          |
| A        | Adrián Fernández  | Černo More Varna |          |
| C        | Guy Feutchine     | Diagoras         |          |
| C        | Marcos Gelabert   | Basilea          |          |
| C        | Jürgen Gjasula    | Basilea          |          |
| D        | Dominique Longo   | Gossau           |          |
| P        | Stefano Razzetti  | Pizzighettone    |          |
| D        | Marc Schneider    | Young Boys       |          |

### Sessione invernale
| Acquisti | Acquisti       | Acquisti | Acquisti |
| R.       | Nome           | da       | Modalità |
| -------- | -------------- | -------- | -------- |
| C        | Thomas Knöpfel | Gossau   |          |
| D        | Pa Modou Jagne | Wil      |          |

| Cessioni | Cessioni         | Cessioni | Cessioni |
| R.       | Nome             | a        | Modalità |
| -------- | ---------------- | -------- | -------- |
| D        | Alessandro Maier | Gossau   |          |
| C        | Michel Avanzini  | Gossau   |          |

## Risultati

### Challenge League

#### andata
| Arbitro: | Bieri |

|                            |           |  |
| Muntwiler 17’ Costanzo 84’ | Marcatori |  |

| Arbitro: | Schneider |

|             |           |                                  |
| Schultz 90’ | Marcatori | 13’ Costanzo 35’ Winter 90’ Dabo |

| Arbitro: | Wermelinger |

|  |           |                                                   |
|  | Marcatori | 41’ Costanzo 52’ Winter 69’ Merenda 90’ Muntwiler |

| Arbitro: | Busacca |

|                                              |           |  |
| Weller 49’ Costanzo 61’ Merenda 67’ Dabo 83’ | Marcatori |  |

| Arbitro: | Zimmermann |

|         |           |                         |
| Sara 8’ | Marcatori | 45’ Costanzo 85’ Winter |

| Arbitro: | Meroni |

|                                          |           |  |
| Merenda 2’, 50’ Costanzo 16’ Ciccone 74’ | Marcatori |  |

| Arbitro: | Schneider |

|                                  |           |                                |
| Glarner 10’ Blumer 68’, 74’, 90’ | Marcatori | 17’ Ciccone 37’ (rig.) Merenda |

| Arbitro: | Bertolini |

|  |           |                 |
|  | Marcatori | 86’ (rig.) Dabo |

| Arbitro: | Rogalla |

|                                   |           |  |
| Dabo 20’, 83’ (rig.) Costanzo 68’ | Marcatori |  |

| Arbitro: | Petignat |

|                        |           |  |
| Muntwiler 56’ Dabo 67’ | Marcatori |  |

| Arbitro: | Laperrière |

|          |           |                                  |
| Alija 3’ | Marcatori | 32’ Garat 78’ Winter 90’ Merenda |

| San Gallo 10 novembre 2008, ore 20:10 CET 12ª giornata | San Gallo | 0 – 0 referto | Wil | AFG Arena (14 685 spett.)\| Arbitro: \| Studer \| |
| Arbitro:                                               | Studer    |               |     |                                                   |

| Arbitro: | Amhof |

|  |           |                                                 |
|  | Marcatori | 4’ Winter 13’, 53’ Merenda 14’ Dabo 75’ Cáceres |

| Arbitro: | Wermelinger |

|                  |           |             |
| Merenda 14’, 77’ | Marcatori | 89’ Valente |

| Arbitro: | Laperrière |

|  |           |                                |
|  | Marcatori | 27’ (aut.) Thrier 73’ Costanzo |

#### ritorno
| Arbitro: | Hänni |

|                                   |           |  |
| Cáceres 42’, 90’ Merenda 59’, 76’ | Marcatori |  |

| Arbitro: | Grossen |

|                                         |           |  |
| Weller 2’ Costanzo 20’, 68’ Cáceres 89’ | Marcatori |  |

| Arbitro: | Circhetta |

|           |           |                       |
| Madou 43’ | Marcatori | 6’ Weller 12’ Merenda |

| Arbitro: | Amhof |

|                     |           |  |
| Costanzo 65’ (rig.) | Marcatori |  |

| Arbitro: | Jaccottet |

|                         |           |                                |
| Raimondi 23’ Murati 37’ | Marcatori | 11’ Cáceres 14’ (rig.) Merenda |

| Arbitro: | Speranda |

|                  |           |            |
| Merenda 54’, 90’ | Marcatori | 45’ Sandro |

| Arbitro: | Graf |

|                                |           |             |
| Merenda 24’ Cáceres 65’ (rig.) | Marcatori | 71’ Todisco |

| Arbitro: | Klossner |

|             |           |                                                 |
| N'Gindu 58’ | Marcatori | 27’ Costanzo 34’ Merenda 55’ Zellweger 85’ Dabo |

| Arbitro: | Bieri |

|              |           |                                                          |
| Pizzinat 43’ | Marcatori | 39’ Zé Vítor 48’ Muntwiler 66’ Merenda 81’ (rig.) Kollar |

| Arbitro: | Devouge |

|                                                     |           |                  |
| Dabo 22’ Garat 34’ Hämmerli 56’ Costanzo 72’ (rig.) | Marcatori | 12’ (aut.) Garat |

| Arbitro: | Graf |

|           |           |               |
| Gsell 86’ | Marcatori | 33’ Muntwiler |

| Arbitro: | Rogalla |

|                                            |           |  |
| Cáceres 21’ Merenda 38’ Muntwiler 45’, 76’ | Marcatori |  |

| Arbitro: | Speranda |

|  |           |             |
|  | Marcatori | 71’ Merenda |

| Arbitro: | Circhetta |

|                            |           |                   |
| Valente 54’ Silva 63’, 88’ | Marcatori | 7’ (aut.) Preisig |

| Arbitro: | Gremaud |

|                                          |           |                |
| Merenda 45’ (rig.) Lang 62’ Costanzo 65’ | Marcatori | 13’, 21’ Antić |

### Coppa Svizzera
| 20 settembre 2008, ore 17:00 CEST Primo turno | Bazenheid | 0 – 2 | San Gallo |  |

| 18 ottobre 2008, ore 18:00 CEST Secondo turno | San Gallo | 2 – 0 | Aarau |  |

| 22 novembre 2008, ore 18:00 CET Ottavi di finale | San Gallo | 2 – 0 | Locarno |  |

| 17 marzo 2009, ore 20:15 CET Quarti di finale | San Gallo | 1 – 2 | Sion |  |

## Statistiche

### Statistiche di squadra
| Competizione     | Punti | In casa | In casa | In casa | In casa | In casa | In casa | In trasferta | In trasferta | In trasferta | In trasferta | In trasferta | In trasferta | Totale | Totale | Totale | Totale | Totale | Totale | DR  |
| Competizione     | Punti | G       | V       | N       | P       | Gf      | Gs      | G            | V            | N            | P            | Gf           | Gs           | G      | V      | N      | P      | Gf     | Gs     | DR  |
| ---------------- | ----- | ------- | ------- | ------- | ------- | ------- | ------- | ------------ | ------------ | ------------ | ------------ | ------------ | ------------ | ------ | ------ | ------ | ------ | ------ | ------ | --- |
| Challenge League | 78    | 15      | 14      | 1       | 0       | 41      | 6       | 15           | 11           | 2            | 2            | 37           | 16           | 30     | 25     | 3      | 2      | 78     | 22     | +56 |
| Coppa Svizzera   | -     | 3       | 2       | 0       | 1       | 5       | 2       | 1            | 1            | 0            | 0            | 2            | 0            | 4      | 3      | 0      | 1      | 7      | 2      | +5  |
| Totale           | 78    | 18      | 16      | 1       | 1       | 46      | 8       | 16           | 12           | 2            | 2            | 39           | 16           | 34     | 28     | 3      | 3      | 85     | 24     | +61 |

### Andamento in campionato
| Giornata  | 1 | 2 | 3 | 4 | 5 | 6 | 7 | 8 | 9 | 10 | 11 | 12 | 13 | 14 | 15 | 16 | 17 | 18 | 19 | 20 | 21 | 22 | 23 | 24 | 25 | 26 | 27 | 28 | 29 | 30 |
| --------- | - | - | - | - | - | - | - | - | - | -- | -- | -- | -- | -- | -- | -- | -- | -- | -- | -- | -- | -- | -- | -- | -- | -- | -- | -- | -- | -- |
| Luogo     | C | T | T | C | T | C | T | T | C | C  | T  | C  | T  | C  | T  | C  | C  | T  | C  | T  | C  | C  | T  | T  | C  | T  | C  | T  | T  | C  |
| Risultato | V | V | V | V | V | V | P | V | V | V  | V  | N  | V  | V  | V  | V  | V  | V  | V  | N  | V  | V  | V  | V  | V  | N  | V  | V  | P  | V  |
| Posizione | 4 | 3 | 1 | 1 | 1 | 1 | 2 | 2 | 2 | 2  | 2  | 2  | 2  | 1  | 1  | 1  | 1  | 1  | 1  | 1  | 1  | 1  | 1  | 1  | 1  | 1  | 1  | 1  | 1  | 1  |

Legenda:

Luogo: C = Casa; T = Trasferta. Risultato: V = Vittoria; N = Pareggio; P = Sconfitta.

### Statistiche dei giocatori
| N. Abegglen      | 4  | 0  | 0 | 0 |
| Y. Bellon        | 0  | 0  | 0 | 0 |
| R. Bolli         | 1  | 0  | 0 | 0 |
| D. Ciccone       | 23 | 2  | 4 | 0 |
| M. Costanzo      | 27 | 14 | 0 | 0 |
| M. Cáceres       | 19 | 7  | 4 | 0 |
| M. Dabo          | 22 | 9  | 1 | 1 |
| C. Fernando      | 29 | 0  | 1 | 0 |
| N. Frrokaj       | 1  | 0  | 0 | 0 |
| J. Garat         | 19 | 2  | 4 | 0 |
| B. Haas          | 0  | 0  | 0 | 0 |
| M. Hämmerli      | 17 | 1  | 1 | 0 |
| P. Jagne         | 5  | 0  | 0 | 0 |
| T. Knöpfel       | 0  | 0  | 0 | 0 |
| S. Kollar        | 25 | 1  | 2 | 0 |
| J. Koubský       | 8  | 0  | 1 | 0 |
| M. Lang          | 9  | 1  | 2 | 0 |
| D. Lopar         | 29 | 0  | 1 | 0 |
| D. Marazzi       | 2  | 0  | 0 | 0 |
| I. Martić        | 1  | 0  | 0 | 0 |
| M. Merenda       | 27 | 22 | 1 | 0 |
| P. Muntwiler     | 28 | 7  | 6 | 0 |
| Y. Oehri         | 1  | 0  | 0 | 0 |
| L. Schenkel      | 29 | 0  | 5 | 0 |
| A. Tachie-Mensah | 0  | 0  | 0 | 0 |
| M. Ural          | 1  | 0  | 0 | 0 |
| Z. Vítor         | 24 | 1  | 1 | 1 |
| T. Weller        | 24 | 3  | 5 | 0 |
| A. Winter        | 17 | 5  | 1 | 0 |
| M. Zellweger     | 28 | 1  | 7 | 0 |